# Ширинкин, Алексей Дмитриевич
Алексей Дмитриевич Ширинкин (1897—1938) — российский и советский лётчик истребительной авиации, участник Первой мировой и Гражданской войн. Кавалер двух орденов Красного Знамени.

## Биография
Алексей Ширинкин родился 24 февраля (по новому стилю — 8 марта) 1897 года в Нытвенском заводе (ныне г. Нытва) в семье кузнеца. Был восьмым ребёнком в семье. Окончил начальную школу, затем осенью 1912 года поступил на учёбу в Оханское реальное училище, однако не окончил его. В октябре 1914 года Ширинкин уехал в Петроград к своему старшему брату, где добровольно пошёл в 1-ю авиационную роту воздухоплавательной школы Всероссийского императорского клуба, располагавшуюся на Комендантском аэродроме. Весной 1915 года Ширинкин с отличием окончил моторный класс Теоретических авиационных курсов При Петроградском политехническом институте (ЦГИА СПб, ф. 478, оп. 7, д. 5, л. 94), после чего был отправлен на фронт Первой мировой войны лётчиком-истребителем.
Служил в 1-м истребительном отряде на Юго-Западном фронте, был старшим унтер-офицером. В совершенстве владел приёмами высшего пилотажа, что позволяло ему атаковать превосходящие силы противника. Так, в мае 1916 года в районе Минска он атаковал шесть вражеских самолётов, сбив один и ещё один вынудив приземлиться на своей территории, обратив остальные в бегство. 10 сентября 1917 года вместе с командиром отряда Александром Козаковым Ширинкин атаковал четыре аэроплана противника, сбив один из них, но и сам получил повреждения и сел на вынужденную посадку. 13 сентября 1917 года в бою в районе Каменец-Подольска он повредил вражеский аэроплан. По меньшей мере за время боевых действий он сбил четыре самолёта противника, ещё в двух случаях подбитые самолёты противника уходили от преследования. За боевые заслуги в боях Первой мировой войны он был награждён Георгиевскими крестами 4-х степеней, орденами Святого Владимира 4-й степени с мечами и Святой Анны 4-й степени с надписью «За храбрость».
После Октябрьской революции Ширинкин поддержал Советскую власть и вступил в Рабоче-крестьянскую Красную Армию. Он стал наставником первых лётчиков РККА. В 1919 году Ширинкин был назначен командиром 1-й авиационной эскадрильи, дислоцировавшейся на аэродроме Славное под Борисовым, позднее эскадрилье было присвоено имя Ширинкина. Активно участвовал в боевых действиях Гражданской войны. По некоторым публикациям, в воздушных боях он сбил 5 вражеских самолётов, неоднократно вылетал в одиночку против превосходящих сил противника (известен его бой 14 сентября 1919 года против трёх польских истребителей). Достоверно известны 2 победы А. Д. Ширинкина в ходе гражданской войны: на польском фронте он 1 мая 1920 года сбил польский самолёт лично и 14 мая — в группе. За боевые заслуги он был награждён двумя орденами Красного Знамени РСФСР (31.07.1920, 10.02.1921), золотыми именными часами и денежной премией в размере пятнадцати тысяч рублей.
После окончания войны Ширинкин продолжил службу в Рабоче-крестьянской Красной Армии, командовал 4-м авиационным дивизионом, затем 7-й эскадрильей Военно-воздушных сил Московского военного округа. По заданию Народного комиссариата обороны СССР создал и возглавил на территории Украинской ССР 2-ю воздушную эскадру. Занимался обучением молодых лётчиков. В 1930—1931 годах находился на военно-дипломатической работе. С 1932 года был лётчиком-испытателем, испытывал самолёты ряда известных конструкторов. В середине 1930-х годов Ширинкин вышел на пенсию, был персональным пенсионером РККА. Проживал в Москве в Трёхпрудном переулке.
14 декабря 1937 года Ширинкин был арестован по обвинению в шпионаже и подготовке террористического акта. Военная коллегия Верховного Суда СССР 7 февраля 1938 года приговорила его к высшей мере наказания — смертной казни. Приговор был приведён в исполнение 8 февраля 1938 года на полигоне «Коммунарка», там же он был захоронен.
Решением Военной коллегии Верховного Суда СССР от 17 января 1963 года Алексей Дмитриевич Ширинкин был посмертно полностью реабилитирован.
В честь А. Д. Ширинкина названа улица и школа № 2 в Нытве, в фойе этой школы установлен бюст.